# Heliconius albifasciatus
Heliconius albifasciatus är en fjärilsart som beskrevs av Hoffmann 1940. Heliconius albifasciatus ingår i släktet Heliconius och familjen praktfjärilar. Inga underarter finns listade i Catalogue of Life.